# うすくら屋
うすくら屋（うすくらや）は、かつて漫才協会で活動していた日本のお笑いコンビ。略称は「うすくら」。一卵性双生児。ミラー・ツインでもある。2023年12月30日解散。

## メンバー
シュースケ（1988年1月25日（37歳）- ）
- 東京都出身。血液型B型。神奈川大学工学部出身。
- 立ち位置は左。
- 衣装は青色、ピンク、ページュ。
- 2009年、喜劇役者を目指すために東京アナウンス学院演技科入学。
  - 在学当時、同期で芸能バラエティ科のオオハシとは同じ授業を受けたことがあり、自己紹介をきっかけに親交がある[1]。
- 特技はタップダンス。
- 2011年にスクールJCAへ20期生として入学していたが、実弟とのコンビ結成を期に養成所を中退している。
- 2020年3月5日、ダンスマッチングアプリ「Dancy」のショートムービーでは主演を務める[2]。
- 2020年3月23日、自身の処女作「アイラブ地下ライフ!」出版[3]。
- 2020年5月31日、飛石連休藤井ペイジちゃんねる雑ボケ大喜利にてチャット名「寝ても覚めても犬のエサ」で第167回MVZ初受賞[4]。
- 2020年度から、芸歴11年以上のピン芸人賞レース「Be-1グランプリ」を主催している。
- うすくら屋解散後、ピン芸人「シュースケ・ヘラクレスオオカブト」としてYouTubeの活動を中心に活動。

コロスケ（1988年1月25日（37歳）- ）
- 東京都出身。血液型はB型。
- 立ち位置は右。
- 衣装は黒のスーツ。
- 兄と違い、唇の近くにホクロがある。
- 特技は整理整頓、タップダンス。
- 専門学校では闇営業として講師を担当していたガッポリ建設の授業であらびき団用のネタを作っていた。
- テレビ番組の制作会社に勤めていた過去がある[5]。
- 「内藤たかっしー」として内藤剛志のものまねも行なう。
- M-1グランプリ2018にはうすくら屋として[6]のほかに、メルヘン須長とのコンビ「どもマリ」（リョースケは「内藤たかっしー」として、須長は「沢口安い子」として結成）としても出場し、2回戦に進出した[7]。
- ものまねのレパートリーにはHEY！たくちゃん、ナイツほか、テレビ朝日「警視庁・捜査一課長」より内藤剛志、金田明夫、本田博太郎。
- 2018年5月、ナイツ塙宣之の紹介によりドラマ現場にて内藤剛志本人と初対面。「俺のモノマネをやるのはお前だけだから、一生やってくれ！」とご本人から公認はもらっている[8]。2020年4月1日から、自身のTwitterで”毎日内藤剛志モノマネ”と称してモノマネ動画を投稿している[9]。
- 旧芸名は「リョースケ」。2022年、芸名を本名のリョースケから「コロスケ」に改名した。理由は攻撃的な名前にしたいと思い、ハリウッドザコシショウの「コスッ！コスッ！」をヒントに改名した。なお、キテレツ大百科のコロ助とは無関係である。

## 来歴
- 2012年1月、コンビ「ザ・うすくら～ず」を結成。
- 2013年6月、漫才協会に入会[10]。
- 2015年4月、インターネットTV流行学園主催第1回お笑い番長決定戦で準優勝[11]。同年に「うすくら屋」に改名。
- 2016年6月、平成28年漫才新人大賞決勝進出[12]。
- 2017年10月、M-1グランプリ2回戦進出。
- 2017年11月、豊橋漫才コンクール2017優勝[13][14]。
- 2017年12月、第2回IROHA漫才大会準優勝。
- 2018年9月、からふるbox主催「第1回S.T.Mお笑いコンテスト」優勝。
- 2019年1月、｢第25回横浜映像天国｣にて横浜芸能賞受賞。
- 2019年8月、2年間所属していた三木プロダクションを退社し独立[15][16]。
- 2020年12月、2021年開催回より出場資格が芸歴10年以内に変更となった『R-1グランプリ』を受け、芸歴11年以上のピン芸人にもう一度チャンスを与えるためにシュースケが主催となっての賞レース「Be-1グランプリ」[17]を独自に立ち上げる[18][19]。
- 2023年8月16日、シュースケが今年をもって漫才師を廃業し今年末にうすくら屋を解散する事が発表された。シュースケは漫才協会を抜けピン芸人として活動し、コロスケは以降も協会に残り相方を探す予定であるとしている[20]。
- 2023年12月1日、コロスケが同年12月30日に芸人を引退することが発表された[21]。
- 2024年10月1日、シュースケが同年12月25日に芸人を引退することが発表された[22]。

## 芸風
- 主に漫才、コントを行う。
- 寄席の舞台では「今日は似てますかねぇ～」と客席に問いかけたりする。
- つかみの挨拶ではリョースケが「あれ？もしかして双子ですか？」とシュースケに聞いたり、シュースケが「どうも、銀シャリのバッタもんです。」と発する。
- 双子の見分け方ではリョースケが「ホクロがあるのが弟で前科があるのは兄です。」と紹介する事もある。
- コントでは「もしも内藤剛志がユーチューバーになったら」、「CR内藤剛志」、「くまのプーさんの万引き」等がある。
- ナイツ塙曰く「漫才協会にない芸風。2人とも強心臓の持ち主。」と語る。
- 東京だけでなく、仙台、埼玉、群馬、栃木、大阪、名古屋、広島、福岡、佐賀と全国のお笑いライブを転々としている[5]。そのため地方のインディーズ芸人との人脈が広い。

## 出演

### テレビ
- モグモグGOMBO（日本テレビ、1998年10月10日）※素人時代
- モヤモヤさまぁ〜ず2（テレビ東京、2011年10月21日）※養成所時代
- 年忘れ漫才競演（NHK総合、2013年12月、2015年12月）
- 漫才大行進ゲロゲーロ（J:COMチャンネル、2014年4月、2016年9月、2018年3月）
- すくすくぽん!（東海テレビ、2015年6月）
- オモクリ監督 〜O-Creator's TV show〜 (フジテレビ、2015年9月13日)[23]
- ゴジてれChu (福島中央テレビ、2015年12月17日)
- 珍種目No.1は誰だ!? ピラミッド・ダービー（TBSテレビ、2016年6月19日）
- スッキリ!!（日本テレビ、2016年6月22日）
- 超問クイズ! 真実か?ウソか?（日本テレビ、2016年12月2日）[24]
- 笑わせnight（スカパー!寄席チャンネル、2017年4月2日）
- ダウンタウンなう（フジテレビ、2017年9月22日）※写真出演
- THEナカマ（テレビ東京、2017年12月29日）[25]
- クローズアップ現代+（NHK総合、2018年7月17日）
- ヨエロスン〜とことんお尋ネ申す（静岡放送、2018年8月17日）
- 超時空彩の国STM（テレビ埼玉、2018年10月10日）
- ニュース シブ5時（NHK総合、2018年12月25日）※シュースケのみ

### ラジオ
- ガチンコナイト（Cwave、2019年1月12日～）
- さくらんぼ通信（Cwave、2015年10月12日～2019年12月12日）
- マイアミ&シュースケのワイドショー万歳（東京ネットラジオ、2018年4月28日～2019年9月20日）
- 2世代ターボのお先に勉強させて頂きます（東京ネットラジオ、2015年6月9日）
- jackinthebox（東京ネットラジオ、2016年9月15日ほか）
- glow up radio（スマイルFM、2016年6月4日）
- 馬鹿よ貴方は新道竜巳のごみラジオ（YouTube、2016年6月4日）
- 北村夢雀の和っしょいラジオ（すみだリヴァーFM、2018年2月14日、2018年9月12日、2018年12月12日ほか）
- カルーア啓子のお笑いヤマトナデシコ（やまとFM、2016年12月19日、12月26日）
- ゴンパパのミュージックバラエティ（鎌倉FM、2017年2月16日、2017年2月23日）
- diamondSaturday（FMうらやす、2017年7月20日）
- ラジオとラジコ（うららFM、2017年8月27日）
- ふじきイェイ!イェイ!と佐藤明洋&アンチエイジ徳泉のごきげんなラジオ（東京ネットラジオ、2017年12月23日）
- THK ラジオ学類!（つくばエフエム、2018年11月24日）
- ナイツのちゃきちゃき大放送（TBSラジオ、2018年3月10日）※エピソード出演
- 高田文夫のラジオビバリー昼ズ（ニッポン放送、2018年5月17日、2018年11月29日）※エピソード出演[26]
- 聴くディラン（SBSラジオ、2018年7月20日）
- つきさばレディオ（うららFM、2018年8月27日
- コーターズの只今奮闘中（うららFM、2018年11月7日、11月14日、11月21日、11月28日）
- ムーディ勝山の受け流さないラジオ（かつしかFM、2018年11月14日）
- ワンチャン!レディオ!（HBCラジオ、2018年12月31日）※電話出演

### ネット番組
- クルーズ世田谷TV（Abemafresh、2017年10月～）※不定期出演
- お笑いジェットスターTV（USTREAM、2016年9月）
- クリドラお笑いライブTV（Abemafresh、2016年９月）
- トムコリンスタジオTV（Abemafresh、2016年９月）
- アベマショーゴ!（AbemaTV、2016年12月）
- 蜂丸のでかい鼻（SHOWROOM、2017年2月）
- イギナリJrTV（Abemafresh、2017年2月）
- ドキュメント動画ゲストフジタ後編（YouTube、2017年3月）
- UTAPROGRAM（YouTube、2017年4月）
- LuIのSONGSHEAVEN（ニコニコ生放送、2017年4月）
- 初恋タローこうすけのファニーファニーガレージ（Abemafresh、2017年7月2日）
- ハイカリの反省会（SHOWROOM、2017年5月）
- TiARYTVプラスVR（YouTube、2017年7月）
- 二天一龍の天真爛漫娘（ワロップ放送局、2017年8月26日）
- 若手応援バラエティ!ウラnight（ニコニコ生放送、2017年9月、2018年1月5日）
- パックンの心揺さぶる1億人の投稿（YouTube、2017年8月）
- なにジェネ?（NHKWORLD、2018年3月）
- 7-voices（SHOWROOM、2018年5月25日）
- 街裏ぴんくのライブDEフォーチュン（占いTV、2018年6月5日）
- 天野家チャンネル（Youtube、2018年10月28日）
- オトナ曾（abemafresh）2018年11月19日
- UNIIVER-TV（YouTube、2018年12月11日）

## CM
- モンデリーズ・ジャパン（ストライドガム）（2014年6月30日～2015年7月1日）
- ベスポジ下着「TOOT」(WebCM)

## DVD
- オモクリ監督千原ジュニア監督作品集（2015年9月16日、よしもとミュージックエンターテイメント）

## 書籍
- 高速有鉛デラックス2018年8月号（2018年6月26日、株式会社 内外出版社、ISBN B07D58QQ8Z）

## ライブ

### 単独ライブ
- 第1回単独ライブ ｢プロジェクトU」（2014年12月28日　下北シアターミネルヴァ）
- 第2回単独ライブ「上を目指して歩こう2018」（2018年12月21日、秋葉原ZERO－G）
- 第3回単独ライブ「御色なおし」(2020年2月15日、高円寺プロセニアム)
- 第4回単独ライブ「夜会工場」（2020年4月18日、秋葉原ZERO-G）
- 第5回単独ライブ「感謝」（2021年12月16日、浅草東洋館）
- 第6回単独ライブ「名古屋へGO！」(2022年12月16日、シアター金色鮫)
- 第6回単独ライブ「エロと野球、時々双子」(2022年12月19日、ライブシアターなんば白鯨)

### 主な出演ライブ
- 漫才大行進
- まるライブ(事務所ライブ)
- SUDACHI
- 東京タワーライブ

### 自主ライブ
- 漫才☆パレード
- ピン芸☆パレード
- ザ・対抗戦(事務所対抗戦ライブ)
- 亀有お笑い寄席
- 大岡山寄席
- 大喜利ファミリー

### 学園祭
- 桜美林大学 町田キャンパス（2015年、2017年、2018年）
- 名古屋学院大学 白鳥キャンパス（2016年）
- 東洋大学 白山キャンパス（2016年、2017年）
- 北里大学 白金キャンパス（2017年）
- 広島市立大学（2017年）
- 長崎大学 坂本キャンパス（2017年）
- 駒澤大学 駒沢キャンパス（2017年）
- 九州工業大学 飯塚キャンパス（2017年）
- 中京大学 豊田キャンパス（2018年）
- 愛知大学 ささしまキャンパス（2018年）
- 多摩美術大学 八王子キャンパス（2018年）
- 桃山学院大学（2018年）
- 専修大学生田キャンパス(2022年)

## スポンサー
- I&U-LaLaFM(83MHz)｢お笑い芸人ぶそんのラジオ100％｣